# سالي إيلرز
سالي إيلرز (بالإنجليزية: Sally Eilers)‏ (مواليد 11 ديسمبر 1908 - الوفاة 05 يناير 1978) هي ممثلة أمريكية بدأت مسيرتها الفنية عام 1927.

## روابط خارجية
- سالي إيلرز على موقع IMDb (الإنجليزية)
- سالي إيلرز على موقع ألو سيني (الفرنسية)
- سالي إيلرز على موقع أول موفي (الإنجليزية)
- سالي إيلرز على موقع قاعدة بيانات الأفلام السويدية (السويدية)
- سالي إيلرز على موقع إن إن دي بي (الإنجليزية)
- سالي إيلرز على موقع قاعدة بيانات الفيلم (الإنجليزية)
- سالي إيلرز على موقع كينوبويسك (الروسية)